# Leichtathletik-Europameisterschaften 2012/Kugelstoßen der Männer

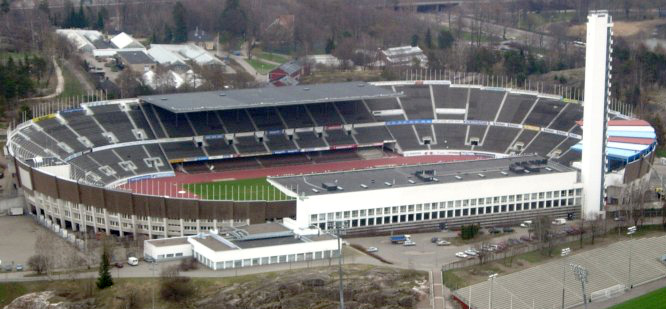
Das Olympiastadion Olympiastadion Helsinki im Jahr 2005

Das Kugelstoßen der Männer bei den Leichtathletik-Europameisterschaften 2012 wurde am 27. und 29. Juni 2012 im Olympiastadion der finnischen Hauptstadt Helsinki ausgetragen.
Europameister wurde der deutsche Weltmeister von 2011 David Storl. Er gewann vor dem niederländischen Vizeweltmeister von 2005 Rutger Smith, der am folgenden Tag auch die Bronzemedaille im Diskuswurf errang. Dritter wurde der Serbe Asmir Kolašinac.

## Bestehende Rekorde
| Weltrekord           | 23,12 m | Randy Barnes   | Los Angeles, USA             | 20. Mai 1990    |
| Europarekord         | 23,06 m | Ulf Timmermann | Chania – Kreta, Griechenland | 22. Mai 1988    |
| Meisterschaftsrekord | 22,22 m | Werner Günthör | EM Stuttgart, BR Deutschland | 28. August 1986 |

Der bereits seit 1986 bestehende EM-Rekord blieb auch bei diesen Europameisterschaften unerreicht. Die größte Weite erzielte der deutsche Europameister David Storl im Finale mit 21,58 m, womit er 64 Zentimeter unter dem Rekord blieb. Zum Europarekord fehlten ihm 1,48 m, zum Weltrekord 1,54 m.

## Legende
Kurze Übersicht zur Bedeutung der Symbolik – so üblicherweise auch in sonstigen Veröffentlichungen verwendet:
| DNS | nicht am Start (did not start) |
| –   | verzichtet                     |
| x   | ungültig                       |

## Qualifikation
27. Juni 2012, 9:45 Uhr
24 Wettbewerber traten in zwei Gruppen zur Qualifikationsrunde an. Zwei von ihnen (hellblau unterlegt) übertrafen die Qualifikationsweite für den direkten Finaleinzug von 20,30 m. Damit war die Mindestzahl von zwölf Finalteilnehmern nicht erreicht. Das Finalfeld wurde mit den zehn nächstplatzierten Sportlern (hellgrün unterlegt) auf zwölf Werfer aufgefüllt. So reichten für die Finalteilnahme schließlich 19,48 m.

### Gruppe A

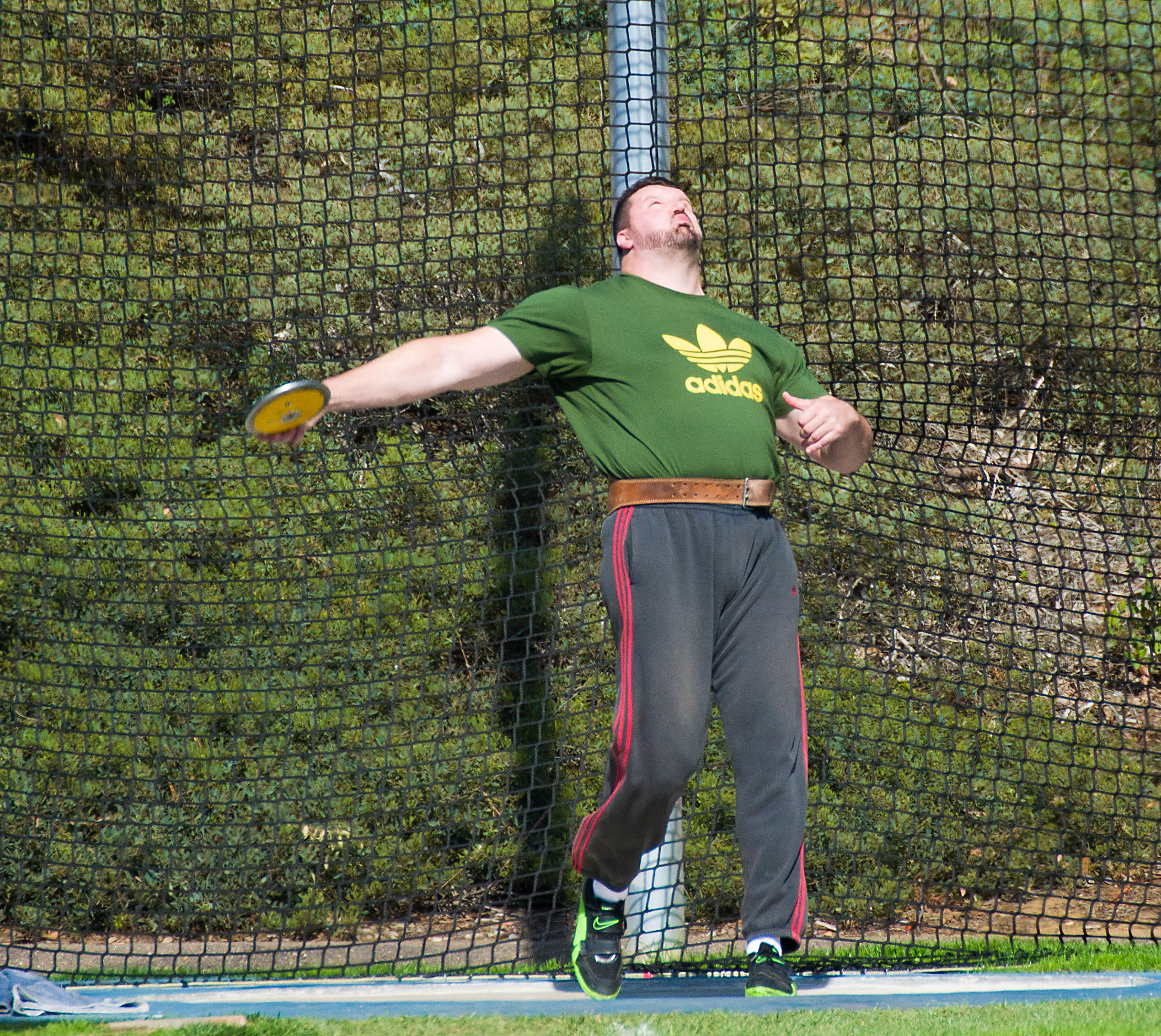
Carl Myerscough (hier beim Diskuswurf) erreichte 19,30 m, was nicht ganz für die Finalteilnahme reichte
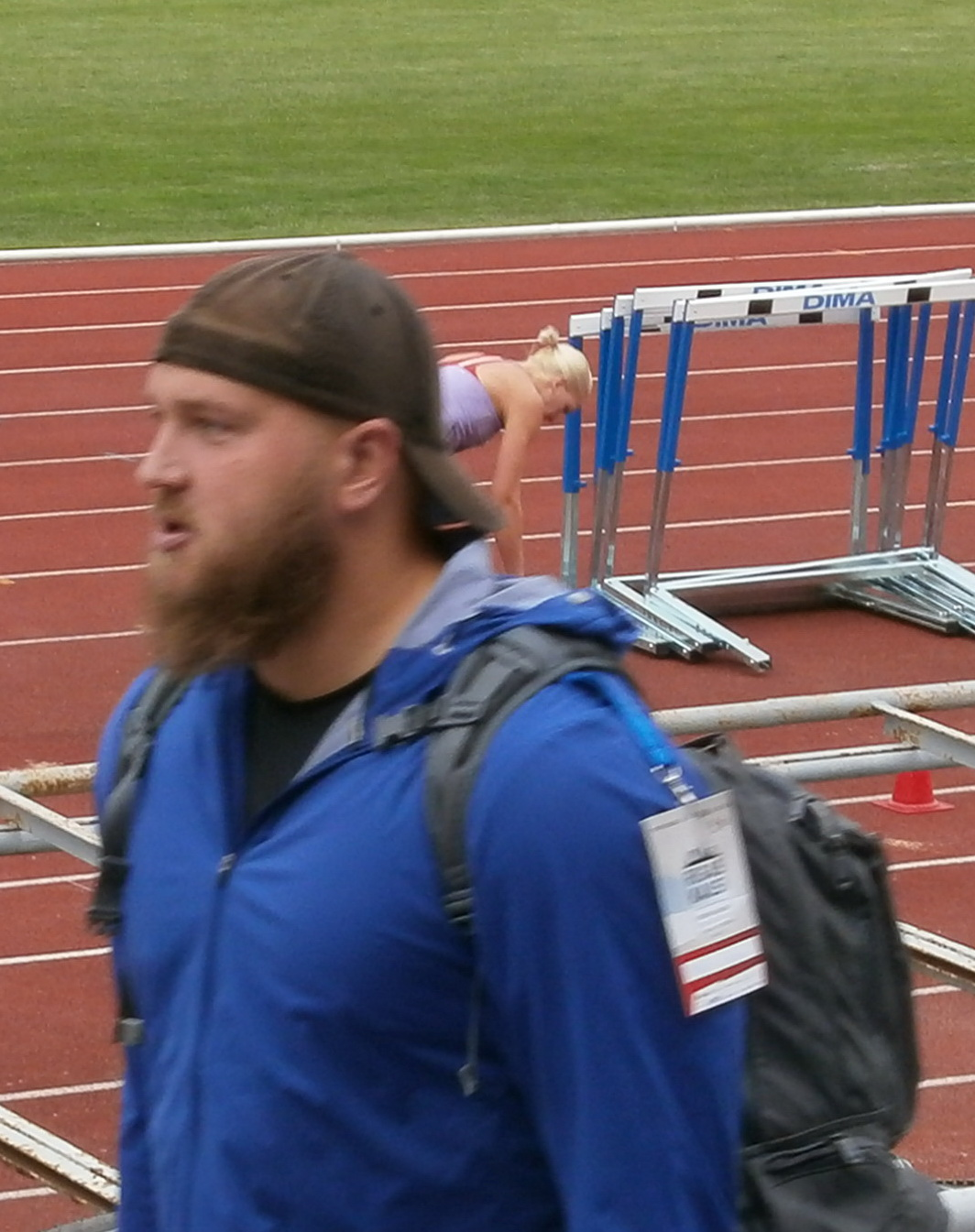
Māris Urtāns schied mit 19,25 m in der Qualifikation aus
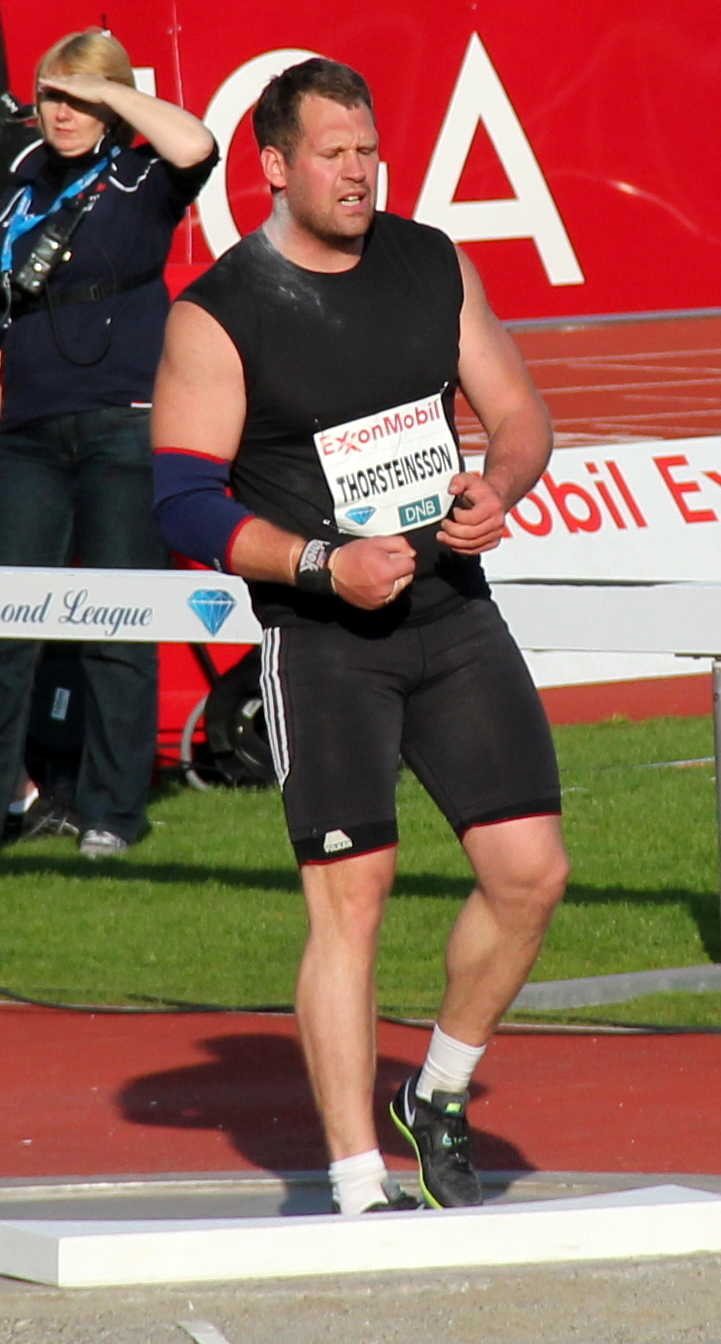
Ódinn Björn Thorsteinsson scheiterte mit seinen 18,19 m deutlich

| Platz | Name                      | Nation         | Resultat (m) | 1. Versuch (m) | 2. Versuch (m) | 3. Versuch (m) |
| 1     | David Storl               | Deutschland    | 20,30        | 20,30          | –              | –              |
| 2     | Antonín Žalský            | Tschechien     | 19,94        | 19,94          | 19,88          | –              |
| 3     | Kim Christensen           | Dänemark       | 19,69        | 18,77          | 18,83          | 19,69          |
| 4     | Borja Vivas               | Spanien        | 19,67        | 19,67          | x              | x              |
| 5     | Asmir Kolašinac           | Serbien        | 19,62        | 19,42          | 19,62          | x              |
| 6     | Dmytro Savytskyy          | Ukraine        | 19,52        | 19,23          | 19,52          | 19,51          |
| 7     | Leif Arrhenius            | Schweden       | 19,33        | x              | 18,64          | 19,33          |
| 8     | Carl Myerscough           | Großbritannien | 19,30        | 18,61          | 19,30          | x              |
| 9     | Māris Urtāns              | Lettland       | 19,25        | 19,08          | 19,25          | x              |
| 10    | Marin Premeru             | Kroatien       | 18,71        | 18,71          | x              | 18,56          |
| 11    | Ódinn Björn Thorsteinsson | Island         | 18,19        | x              | 18,19          | x              |
| 12    | Georgios Aresti           | Zypern         | 18,16        | 18,16          | 18,13          | 18,15          |
| DNS   | Anton Ljuboslawski        | Russland       |              |                |                |                |

### Gruppe B

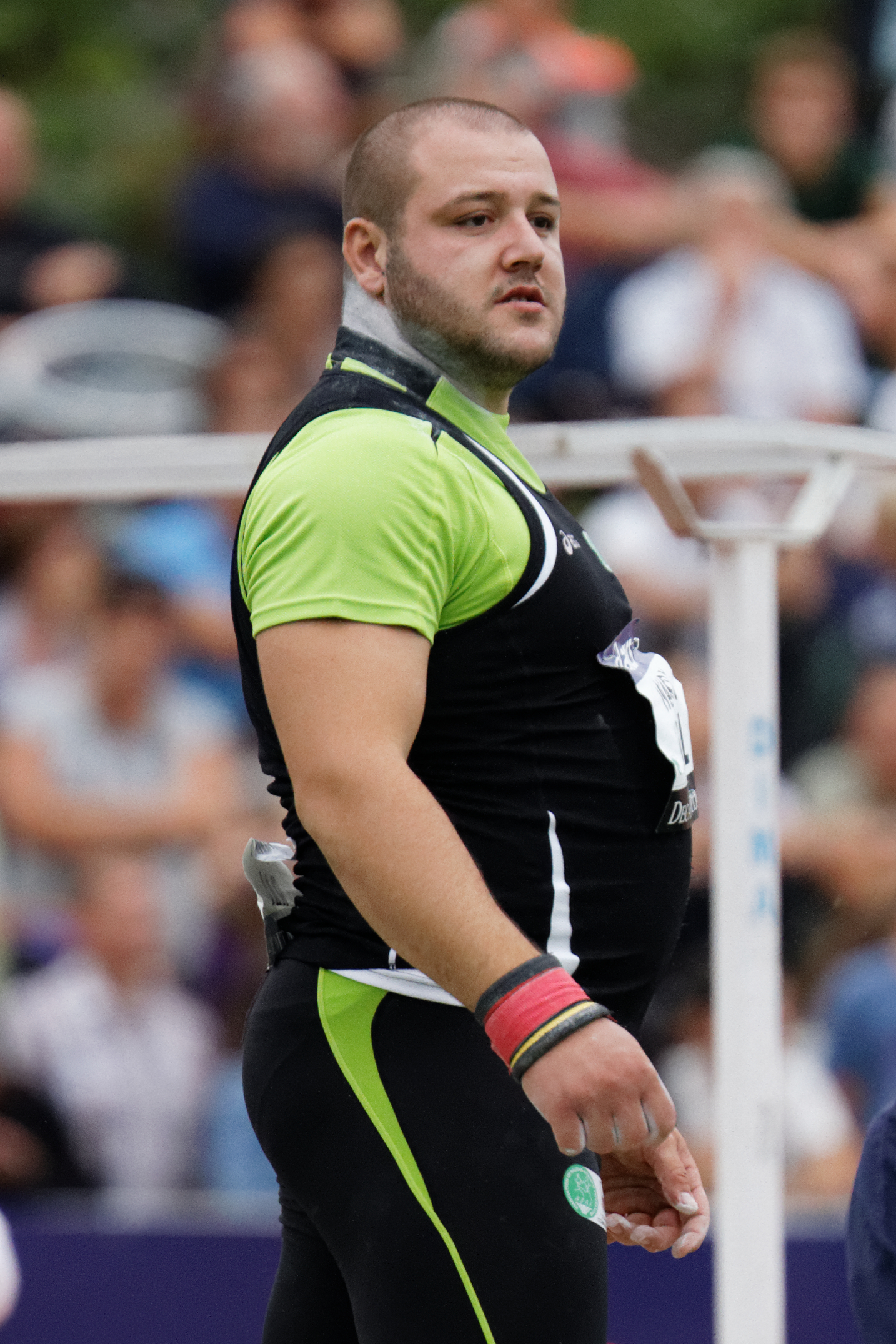
Georgi Iwanow erreichte mit seinen 19,14 m nicht das Finale
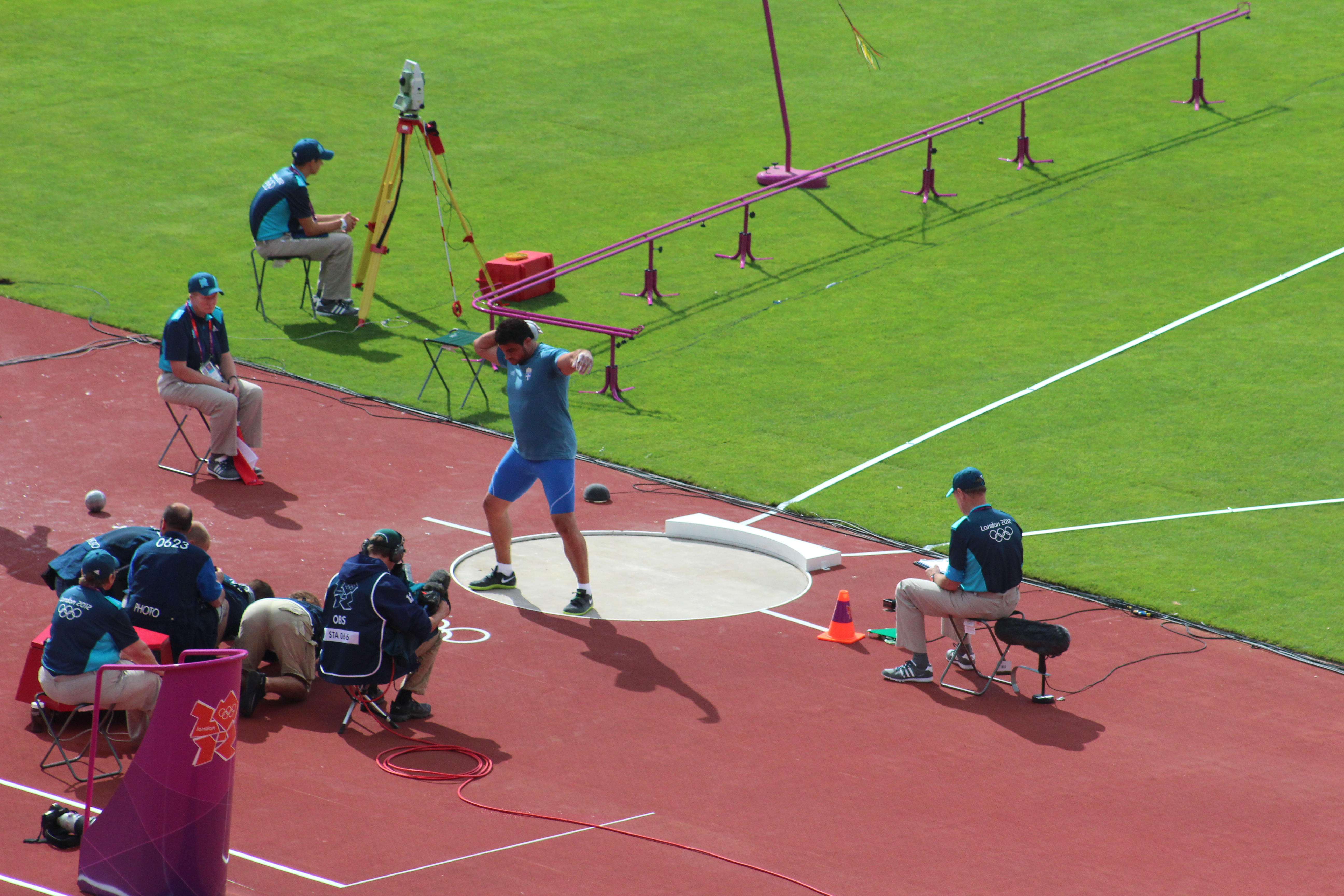
18,95 m waren für Mihaíl Stamatóyiannis zu wenig, um im Finale dabei zu sein

| Platz | Name                  | Nation                  | Resultat (m) | 1. Versuch (m) | 2. Versuch (m) | 3. Versuch (m) |
| 1     | Rutger Smith          | Niederlande             | 20,55        | 20,55          | –              | –              |
| 2     | Marco Schmidt         | Deutschland             | 19,85        | 19,18          | 19,85          | x              |
| 3     | Nedžad Mulabegović    | Kroatien                | 19,79        | 19,47          | 19,49          | 19,79          |
| 4     | Marco Fortes          | Portugal                | 19,66        | 19,15          | 18,84          | 19,66          |
| 5     | Hüseyin Atıcı         | Türkei                  | 19,64        | 17,96          | x              | 19,64          |
| 6     | Lajos Kürthy          | Ungarn                  | 19,48        | x              | 19,11          | 19,48          |
| 7     | Georgi Iwanow         | Bulgarien               | 19,14        | 19,14          | 19,02          | x              |
| 8     | Hamza Alić            | Bosnien und Herzegowina | 19,03        | 18,66          | 18,84          | 19,03          |
| 9     | Mihaíl Stamatóyiannis | Griechenland            | 18,95        | 18,68          | 18,94          | 18,95          |
| 10    | Ladislav Prášil       | Tschechien              | 18,87        | 18,87          | x              | x              |
| 11    | Božidar Antunović     | Serbien                 | 18,69        | 18,69          | x              | 18,56          |
| 12    | Adriatik Hoxha        | Albanien                | 17,00        | 16,40          | x              | 17,00          |
| DNS   | Damian Kusiak         | Polen                   |              |                |                |                |

## Finale

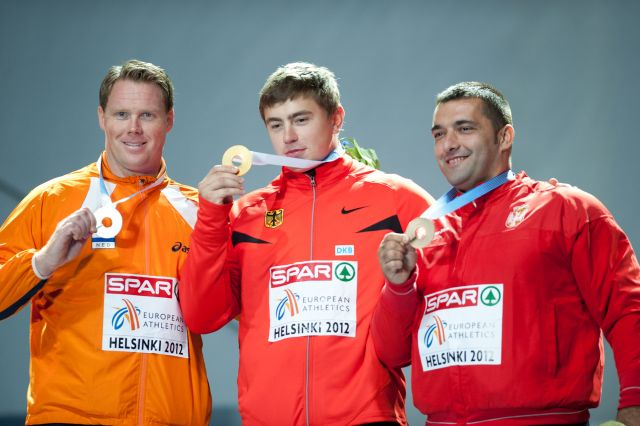
Die Kugelstoßer auf dem Podium

29. Juni 2012, 21:20 Uhr
| Platz | Name               | Nation      | Resultat (m) | 1. Versuch (m) | 2. Versuch (m) | 3. Versuch (m) | 4. Versuch (m)                           | 5. Versuch (m)                           | 6. Versuch (m)                           |
| 1     | David Storl        | Deutschland | 21,58        | 21,19          | x              | 21,58          | x                                        | x                                        | –                                        |
| 2     | Rutger Smith       | Niederlande | 20,55        | 20,25          | x              | 20,55          | x                                        | 20,15                                    | x                                        |
| 3     | Asmir Kolašinac    | Serbien     | 20,36        | 20,22          | 20,36          | x              | 19,88                                    | 20,33                                    | x                                        |
| 4     | Hüseyin Atıcı      | Türkei      | 20,24        | 18,70          | 20,24          | 20,02          | 20,08                                    | 19,89                                    | x                                        |
| 5     | Marco Fortes       | Portugal    | 20,24        | 19,47          | 19,29          | 20,24          | 19,38                                    | 19,84                                    | 18,54                                    |
| 6     | Antonín Žalský     | Tschechien  | 19,94        | 19,94          | x              | 19,63          | x                                        | x                                        | x                                        |
| 7     | Borja Vivas        | Spanien     | 19,81        | 19,54          | 19,59          | 19,81          | 19,37                                    | 19,35                                    | 19,37                                    |
| 8     | Marco Schmidt      | Deutschland | 19,65        | 19,42          | 19,65          | x              | x                                        | x                                        | 18,97                                    |
| 9     | Lajos Kürthy       | Ungarn      | 19,55        | 19,23          | 19,55          | x              | nicht im Finale der besten acht Athleten | nicht im Finale der besten acht Athleten | nicht im Finale der besten acht Athleten |
| 10    | Dmytro Savytskyy   | Ukraine     | 19,30        | 19,30          | x              | 19,30          | nicht im Finale der besten acht Athleten | nicht im Finale der besten acht Athleten | nicht im Finale der besten acht Athleten |
| 11    | Nedžad Mulabegović | Kroatien    | 19,26        | 19,26          | x              | 19,09          | nicht im Finale der besten acht Athleten | nicht im Finale der besten acht Athleten | nicht im Finale der besten acht Athleten |
| 12    | Kim Christensen    | Dänemark    | 19,00        | 18,72          | 19,00          | 18,91          | nicht im Finale der besten acht Athleten | nicht im Finale der besten acht Athleten | nicht im Finale der besten acht Athleten |

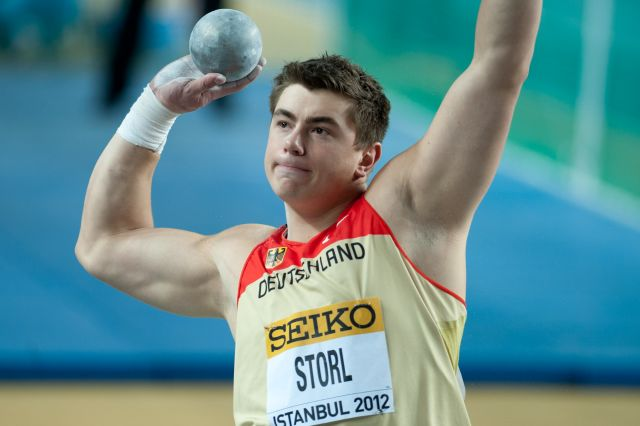
Der amtierende Weltmeister David Storl wurde Europameister
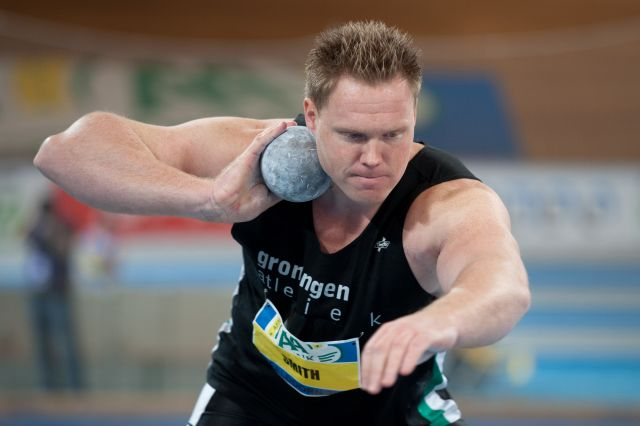
Rutger Smith, 2005 Vizeweltmeister, wurde Vizeeuropameister und errang am folgenden Tag auch Bronze im Diskuswurf
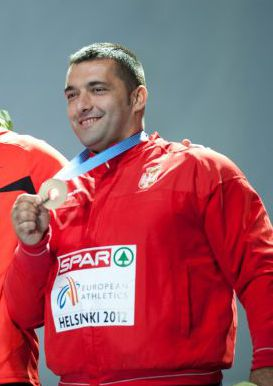
Bronzemedaillengewinner Asmir Kolašinac bei der Siegerehrung

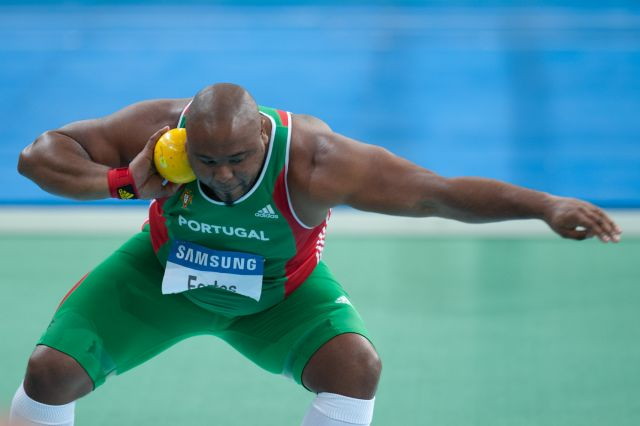
Rang fünf für Marco Fortes
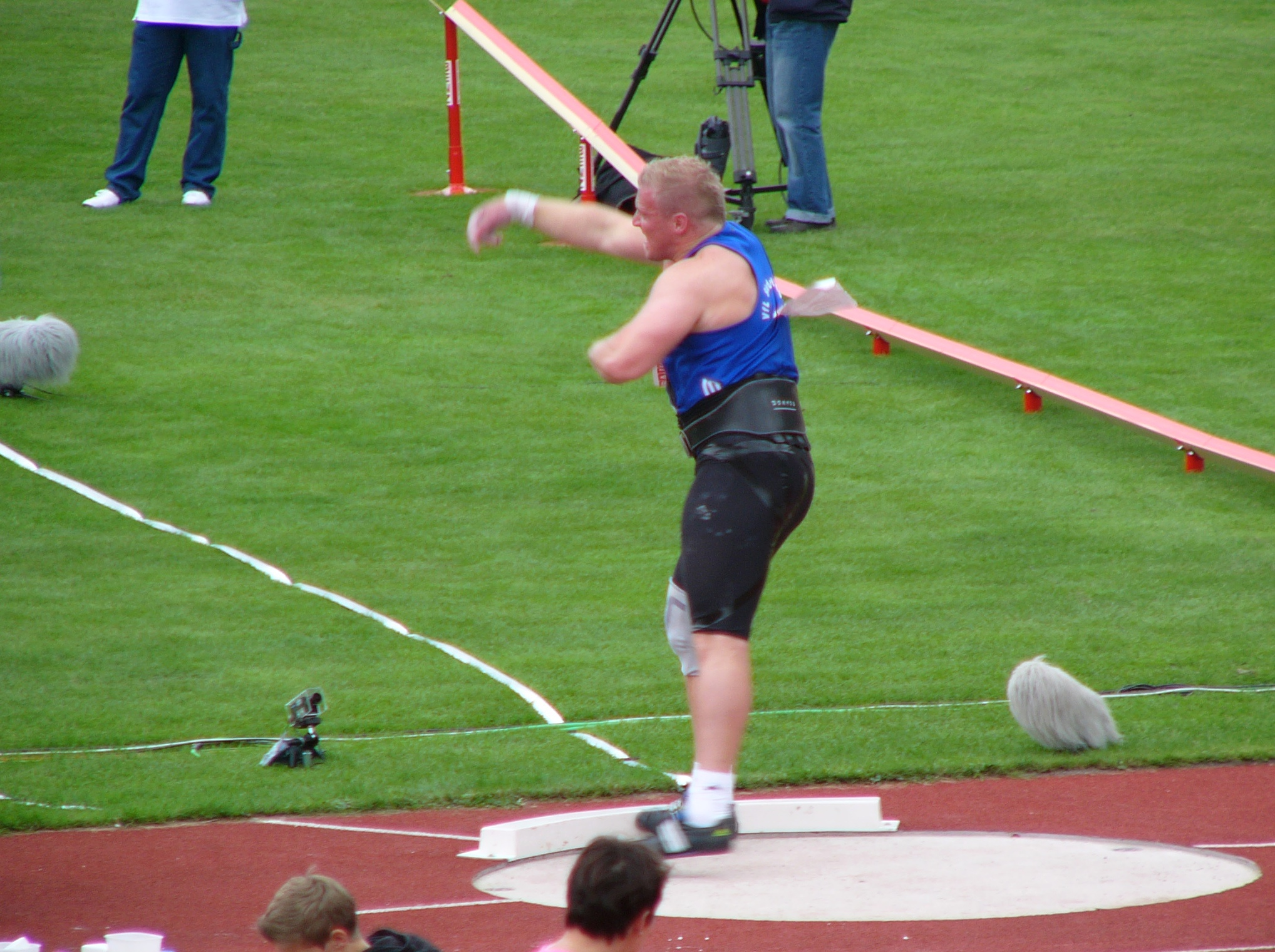
Marco Schmidt erreichte Platz acht
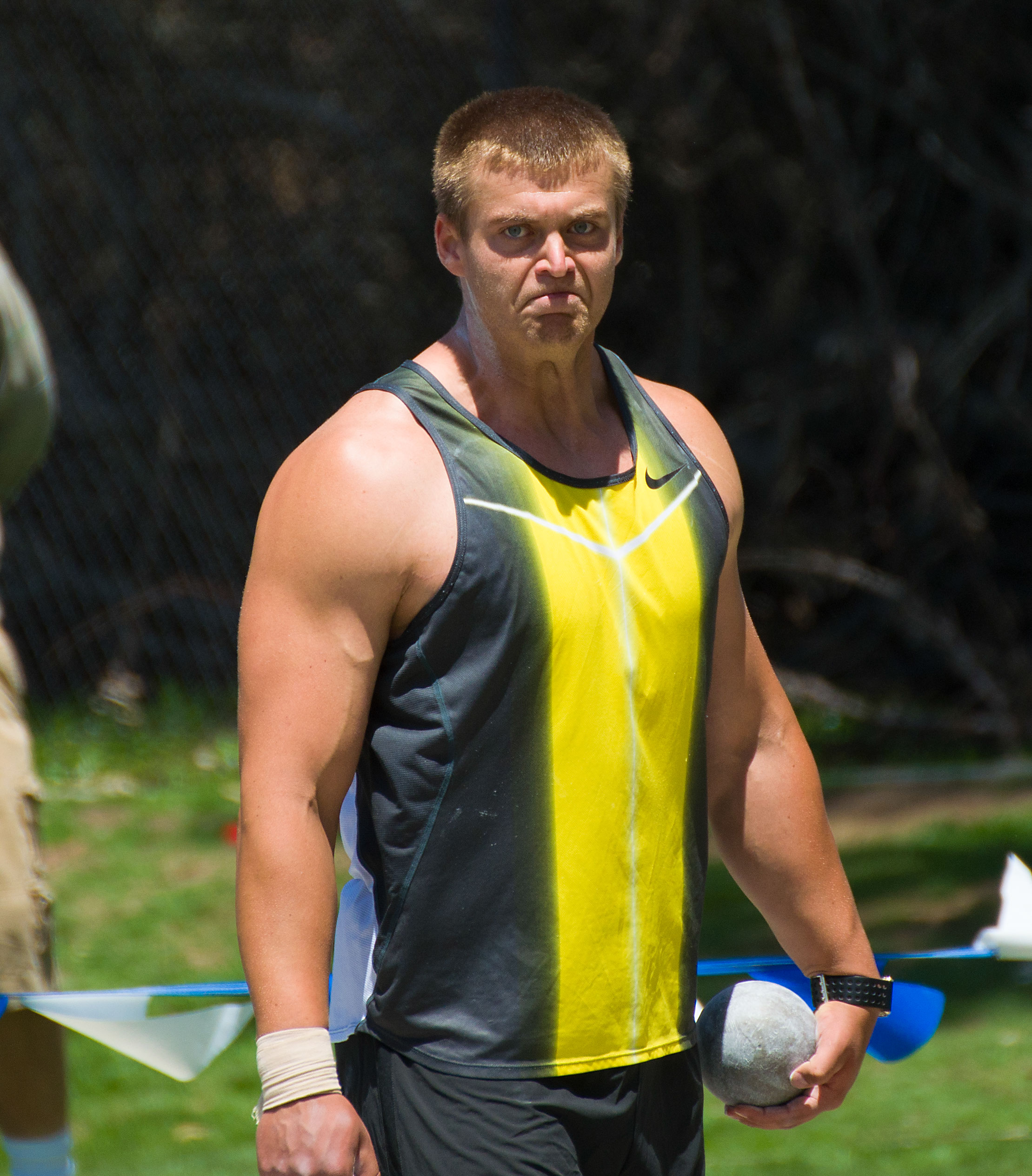
Lajos Kürthy kam auf den neunten Platz
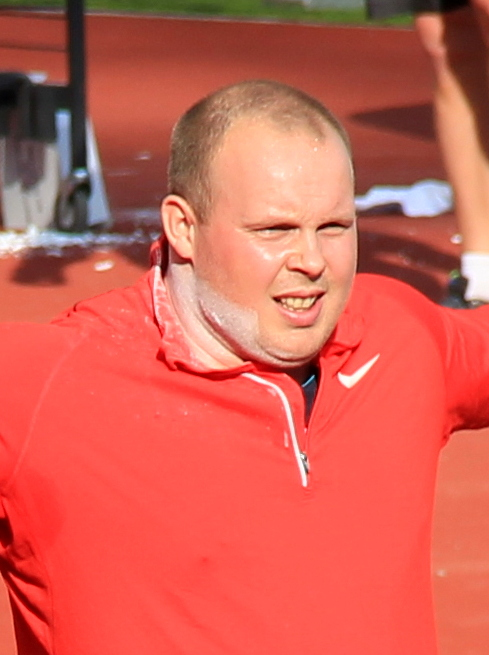
Kim Christensen belegte Rang zwölf

## Videolink
- ECH2012 Helsinki Day 3 David STORL, Interview youtube.com (englisch), abgerufen am 28. Februar 2023